# 진 하
진 하(영어: Gene Ha)는 한국계 미국인으로, 현재 미국에서 작가이자 만화가로 활동하고 있다.

## 생애

### 출생
진 하는 시카고에서 태어나 인디애나주에서 자랐다. 그의 말에 따르면 그의 부모는 우수한 교육을 받은 한국인 이민자였으며 그와 두 아들이 명문 학위를 취득하고 그에 걸맞는 직장을 얻기를 원했다. 진 하는 민화광인 그의 형제 중에서 가장 내성적인 사람이었다. 그의 형제와 자매들은 좋은 예술적 재능을 보여 주었지만, 그는 그림을 그리며 오랜 시간 동안 앉아있을 인내심이 부족했다. 진 하는 자신의 아시아계 미국인 만화가 세대와 1930년대 유대인 작가 세대 사이의 유사점을 지적한다. 두 세대는 모두 미국에 적응하기 위해 고군분투하는 이민자의 자녀들이기 때문이다.

### 만화가의 시작
진 하는 만화를 만들기 위한 수단에서만 그림에 관심이 있었기 때문에 미술 수업을 거의 듣지 않았다. 그는 고등학교 신문인 클레이 콜로니얼에서 작업하면서 그래픽 아트를 진정으로 이해하기 시작하였다. 진 하는 고등학교 졸업 후 창의 대학을 다녔다. 지난 학기에 그는 그림 샘플을 마블 코믹스와 DC 코믹스에 보냈다. 마블은 그의 그림에 대해 매우 비판적인 반응을 보였지만 DC는 관심을 갖고 그에게 샘플 스크립트를 보냈다.

## 사생활
진 하와 그의 아내 리사 하(Lisa Ha)는 일리노이주 버윈에 거주하고 있다.

## 수상
- 1994년 - Russ Manning Most Promising Newcomer Award
- 2000년, 2001년, 2006년, 2008년 - 아이스너상

## 작품 목록

### 다크호스 코믹스(Dark Horse Comics)
- 메이(Mae) #1–4 (2016)
- 메이(Mae) vol.2 (2019)
- 옥테인(Oktane) #1–4 (1995)
- 조니 퀘스트의 진정한 모험(The Real Adventures of Johny Quest) #8 (1997)

### 디씨 코믹스(DC Comics)
- 액션 코믹스(Action Comics) vol. 2  #3, 9 (2012)
- 배트맨: 행운의 아들(Fortunate Son) HC (1999)
- 배트맨: 고담 나이츠(Batman: Gotham Knights) #13 (2001)
- 블랙키스트 나이츠: 군단의 이야기(Blackest Knights: Tales of the Corps) #2 (2009)
- 세기를 축하하다(Celebrate the Century) #2–3 (1998)
- DC Comics - 더 뉴 52 FCBD 스페셜 에디션(The New 52 FBCD Special Edition) #1 (2012)
- 삼위일체(Trinity: story arc) #1 (1993)
- 플래쉬포인트: 슈퍼맨 프로젝트(Flashpoint: Project Superman) #1–3 (2011)
- 그린 랜턴(Green Lantern) vol. 3 #36, 44–45 (1993)
- 그린 랜턴 군단(Green Lantern Corps Quarterly) #8 (1994)
- JLA 애뉴얼(JLA Annual) #1 (1997)
- 저스티스 리그(Jusitice League) vol. 2 #7, 20 (2012–2013)
- 저스티스 리그 오브 아메리카(Justice League of America) vol. 2 #0, 11 (2006–2007)
- 팬텀 스트레인저(Phantom Stranger) vol. 3 #6–7 (2013)
- 그림자(Shade) #1 (1997)
- 그림자(Shade) vol. 2 #12 (2012)
- 쇼케이스 '95(Showcase '95) #11 (1995)
- 스타맨(Starman) #46, Annual #2 (1997–1998)
- 슈퍼맨(Superman) vol. 2 #200 (2004)
- 슈퍼맨과 배트맨(Superman/Batman) #75 (2010)

#### 미국 최고의 만화(America's Best Comics)
- ABC: A에서 Z까지, 탑 텐과 팀즈(A-Z, Top 10 and Teams) #1 (2006)
- 탑 텐(Top 10) #1–12 (1999–2001)
- 탑 텐 시즌 2(Top 10 Season 2) #1–4 (2008–2009)
- 탑 텐: 더 포티 나이너스(The Forty-Niners) HC (2005)

#### 버티고(Vertigo)
- 페이블스(Fables) #52, 122–123, 150 (2006–2015)
- 페어리스트(Fairest in All the Land) HC (2014)
- 비밀의 집(House of Mystery) vol. 2 #35 (2011)

#### 와일드스톰(WildStorm)
- 권력자(The Authority) vol. 3  #1–2 (2006–2007)
- 글로벌 프리퀀시(Global Frequency) #12 (2004)

### 마블 코믹스(Marvel Comics)
- 시클롭스와 파닉스의 모험(The Adventures of Cyclops and Phoenix) #1–4 (1994)
- 케이블(Cable) #1–4 (1996)
- 마블 나이츠:더블 샷(Marvel Knights:Double Shot) #4 (2002)
- 빛과 그림자(Shadows & Light) #1 (1998)
- 엑스맨 레거시(X-Men Annual) #3 (1994)
- 영 어벤져스 스페셜(Young Avengers Special) #1 (2006)

#### 말리부 코믹스(Malibu Comics)
- 나이트 맨(Night Man) #2–3 (1993)